# Albert Wider

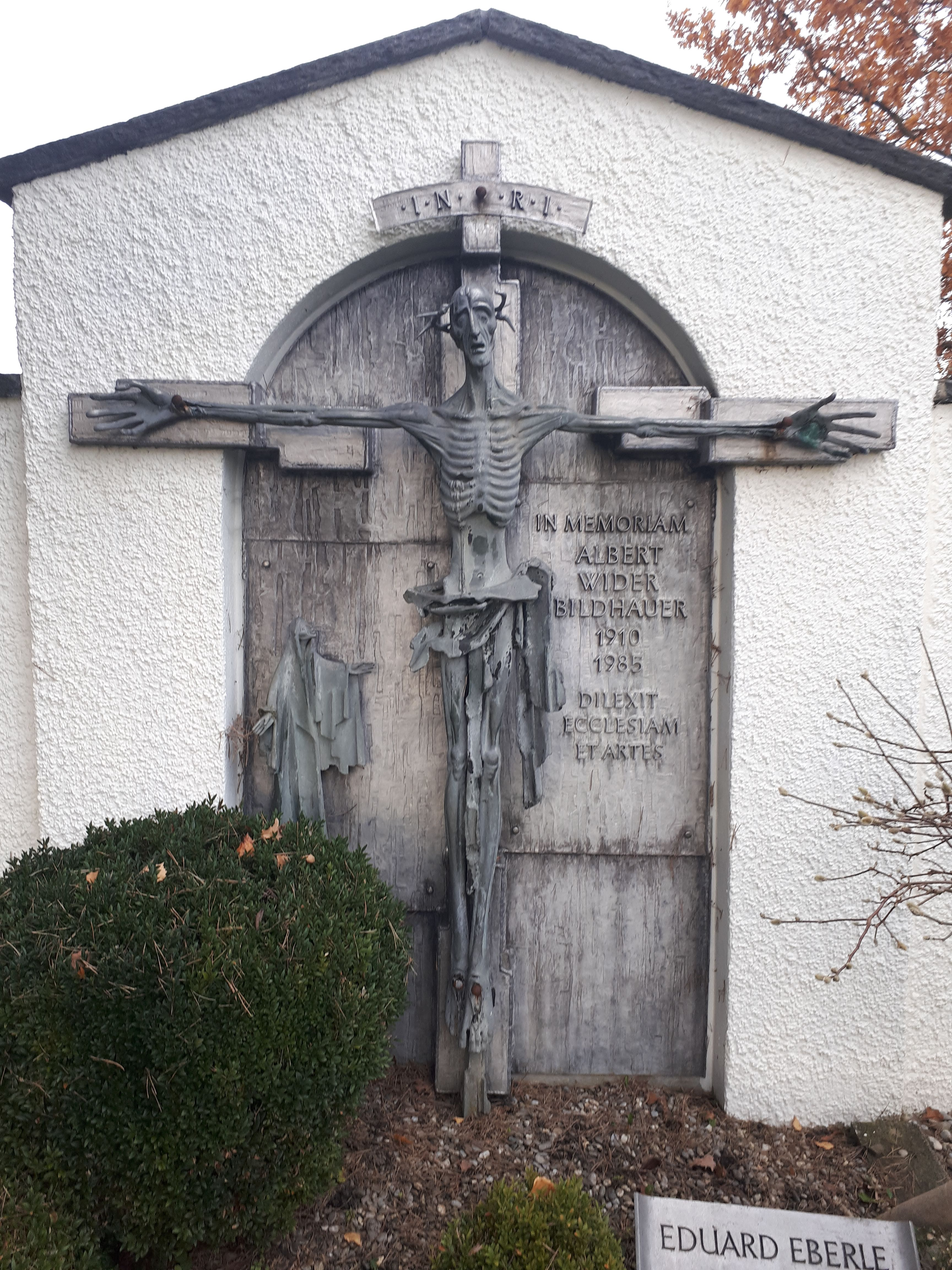
Grabdenkmal auf dem Friedhof Widnau

Wilhelm Albert Wider (* 28. März 1910 in Widnau, heimatberechtigt ebenda; † 9. März 1985 in Widnau) war ein Schweizer Bildhauer, Maler, Zeichner und Illustrator.

## Leben
Wilhelm Albert Wider kam am 28. März 1910 an der Bärenstrasse in Widnau als Sohn des Stickers und Kleinbauern Josef Wider (geboren 1872) und der Maria Katharina Sieber (geboren 1868) zur Welt. Er besuchte die Primar- und Sekundarschule in Widnau. Von 1925 bis 1929 absolvierte Wider die Lehre als Steinbildhauer bei Johann und Josef Köppel in Widnau. Nach einem Studiensemester an der Louisenschule in München (1928/1829) arbeitete er als Steinbildhauer in Zürich und Solothurn.
Auf Wanderschaft fand Wider Halt in der Gesellenschaft und den Lehren des Sozialreformers Adolf Kolping. Nach einem Aufenthalt in Marokko besuchte Wider in Paris die École Nationale Supérieur des Baux-Arts und die Académie de la Grande Chaumière. Nach einer einjährigen Auszeit im Bildhaueratelier von August Suter, wo er sich vertieft der Anatomie widmete, war er von 1936 bis 1939 für ein dreijähriges Studium bei Karl Baur in München.
Zurück im Rheintal betrieb Wider an der Bärenstrasse in Widnau ab 1943 ein eigenes Atelier. Im Widnauer Geistlichen Gebhard Ammann fand er einen Förderer und Mentor seiner Kunst. Nach dem Zweiten Weltkrieg verbrachte Wider ein Jahr in Rom, wo er die Kunst der Antike und Renaissance studierte.
1957 gründete Wider den Bund der Missionsarchitekten (BMA) und war dessen Sekretär. Ausserdem wirkte er in der Association for the Uganda Martyrs Shrines (AFUMS) in gleicher Funktion. Sein Einsatz für die Belange der Kirche wurde durch Auszeichnungen (Benemerenti-Orden durch Papst Paul VI. 1971) und Preise (Europapreis Leader del Arte) geehrt. Seinen Höhepunkt erreichte Wider 1965 mit der Weihe der Kirche Herz Jesu in Buchs, deren plastischen Schmuck er entwarf.
Albert Wider, der bis kurz vor der tödlichen Grippe in Vollbesitz seiner Kräfte war, starb in der Nähe von Mailand, wo er zuletzt sein Atelier betrieben hatte.

## Werke (Auswahl)
Angeleitet und ermutigt von seinem Mentor Pfarrer Gebhard Ammann widmete sich Albert Wider zeit seines Lebens der sakralen Kunst.
- Widnau, Katholische Kirche St. Joseph, verschiedene Bildhauerarbeiten an der Fassade
- Widnau, Bruder Klaus-Kapelle, Gesamtgestaltung
- Widnau, künstlerische Gesamtgestaltung des Friedhofs mit verschiedenen Figurengruppen
- Eichenwies, Pfarrkirche Bruder Klaus, Kreuzigungsgruppe und Tabernakel
- Düdingen FR, Bruder Klaus und Glasfenster in der Bruderklauskapelle
- Dielsdorf ZH, St. Paulus-Kirche, plastische Ausstattung
- Dietikon ZH, St. Josef, alle Skulpturen
- Taitung, Taiwan, Altar, Kruzifix und Kreuzweg in der Kapelle der Handwerkerschule
- Buchs SG, Herz Jesu-Kirche, diverse Arbeiten
- Meiningen (Vorarlberg), Gefallenendenkmal Der Sterbende Krieger
- Göfis (Vorarlberg), Friedhof-Skulptur Der Gekreuzigte
- Niederuzwil, Skulptur Fohlen
- Ludwigsburg (Baden-Württemberg), Skulptur Ziege
- Altstetten (Zürich), Heilig Kreuz-Kirche, diverse Arbeiten
- Buch Minnesänger Konrad von Altstätten, grafische Gestaltung

## Stammbaum
Albert Wider wuchs in einer kinderreichen Widnauer Familie auf.
|                          |                          |                          |                          |                          |                          |  |  |                            |                            |                            |                            | Ferdinand Wider (1823–1900) | Ferdinand Wider (1823–1900) | Ferdinand Wider (1823–1900) | Ferdinand Wider (1823–1900) | Ferdinand Wider (1823–1900) | Ferdinand Wider (1823–1900) |                         |                         | Carolina Eigenmann (1838–1889) | Carolina Eigenmann (1838–1889) | Carolina Eigenmann (1838–1889) | Carolina Eigenmann (1838–1889) | Carolina Eigenmann (1838–1889) | Carolina Eigenmann (1838–1889) |                         |                         | Stefan Sieber (1833–1914) | Stefan Sieber (1833–1914) | Stefan Sieber (1833–1914) | Stefan Sieber (1833–1914) | Stefan Sieber (1833–1914) | Stefan Sieber (1833–1914) |                        |                        | Katharina Margaretha Sieber-Sieber (1834–1916) | Katharina Margaretha Sieber-Sieber (1834–1916) | Katharina Margaretha Sieber-Sieber (1834–1916) | Katharina Margaretha Sieber-Sieber (1834–1916) | Katharina Margaretha Sieber-Sieber (1834–1916) | Katharina Margaretha Sieber-Sieber (1834–1916) |                          |                          |                          |                          |  |  |                            |                            |                            |                            |                            |                            |
|                          |                          |                          |                          |                          |                          |  |  |                            |                            |                            |                            | Ferdinand Wider (1823–1900) | Ferdinand Wider (1823–1900) | Ferdinand Wider (1823–1900) | Ferdinand Wider (1823–1900) | Ferdinand Wider (1823–1900) | Ferdinand Wider (1823–1900) |                         |                         | Carolina Eigenmann (1838–1889) | Carolina Eigenmann (1838–1889) | Carolina Eigenmann (1838–1889) | Carolina Eigenmann (1838–1889) | Carolina Eigenmann (1838–1889) | Carolina Eigenmann (1838–1889) |                         |                         | Stefan Sieber (1833–1914) | Stefan Sieber (1833–1914) | Stefan Sieber (1833–1914) | Stefan Sieber (1833–1914) | Stefan Sieber (1833–1914) | Stefan Sieber (1833–1914) |                        |                        | Katharina Margaretha Sieber-Sieber (1834–1916) | Katharina Margaretha Sieber-Sieber (1834–1916) | Katharina Margaretha Sieber-Sieber (1834–1916) | Katharina Margaretha Sieber-Sieber (1834–1916) | Katharina Margaretha Sieber-Sieber (1834–1916) | Katharina Margaretha Sieber-Sieber (1834–1916) |                          |                          |                          |                          |  |  |                            |                            |                            |                            |                            |                            |
|                          |                          |                          |                          |                          |                          |  |  |                            |                            |                            |                            |                             |                             |                             |                             |                             |                             |                         |                         |                                |                                |                                |                                |                                |                                |                         |                         |                           |                           |                           |                           |                           |                           |                        |                        |                                                |                                                |                                                |                                                |                                                |                                                |                          |                          |                          |                          |  |  |                            |                            |                            |                            |                            |                            |
|                          |                          |                          |                          |                          |                          |  |  |                            |                            |                            |                            |                             |                             |                             |                             |                             |                             |                         |                         |                                |                                |                                |                                |                                |                                |                         |                         |                           |                           |                           |                           |                           |                           |                        |                        |                                                |                                                |                                                |                                                |                                                |                                                |                          |                          |                          |                          |  |  |                            |                            |                            |                            |                            |                            |
|                          |                          |                          |                          |                          |                          |  |  |                            |                            |                            |                            |                             |                             |                             |                             |                             |                             | Josef Wider             | Josef Wider             | Josef Wider                    | Josef Wider                    | Josef Wider                    | Josef Wider                    |                                |                                |                         |                         |                           |                           | Maria Katharina Sieber    | Maria Katharina Sieber    | Maria Katharina Sieber    | Maria Katharina Sieber    | Maria Katharina Sieber | Maria Katharina Sieber |                                                |                                                |                                                |                                                |                                                |                                                |                          |                          |                          |                          |  |  |                            |                            |                            |                            |                            |                            |
|                          |                          |                          |                          |                          |                          |  |  |                            |                            |                            |                            |                             |                             |                             |                             |                             |                             | Josef Wider             | Josef Wider             | Josef Wider                    | Josef Wider                    | Josef Wider                    | Josef Wider                    |                                |                                |                         |                         |                           |                           | Maria Katharina Sieber    | Maria Katharina Sieber    | Maria Katharina Sieber    | Maria Katharina Sieber    | Maria Katharina Sieber | Maria Katharina Sieber |                                                |                                                |                                                |                                                |                                                |                                                |                          |                          |                          |                          |  |  |                            |                            |                            |                            |                            |                            |
|                          |                          |                          |                          |                          |                          |  |  |                            |                            |                            |                            |                             |                             |                             |                             |                             |                             |                         |                         |                                |                                |                                |                                |                                |                                |                         |                         |                           |                           |                           |                           |                           |                           |                        |                        |                                                |                                                |                                                |                                                |                                                |                                                |                          |                          |                          |                          |  |  |                            |                            |                            |                            |                            |                            |
|                          |                          |                          |                          |                          |                          |  |  |                            |                            |                            |                            |                             |                             |                             |                             |                             |                             |                         |                         |                                |                                |                                |                                |                                |                                |                         |                         |                           |                           |                           |                           |                           |                           |                        |                        |                                                |                                                |                                                |                                                |                                                |                                                |                          |                          |                          |                          |  |  |                            |                            |                            |                            |                            |                            |
| Maria Albertina (* 1897) | Maria Albertina (* 1897) | Maria Albertina (* 1897) | Maria Albertina (* 1897) | Maria Albertina (* 1897) | Maria Albertina (* 1897) |  |  | Maria Carolina (1898–1899) | Maria Carolina (1898–1899) | Maria Carolina (1898–1899) | Maria Carolina (1898–1899) | Maria Carolina (1898–1899)  | Maria Carolina (1898–1899)  |                             |                             | Maria Carolina (* 1900)     | Maria Carolina (* 1900)     | Maria Carolina (* 1900) | Maria Carolina (* 1900) | Maria Carolina (* 1900)        | Maria Carolina (* 1900)        |                                |                                | Maria Josefina (* 1902)        | Maria Josefina (* 1902)        | Maria Josefina (* 1902) | Maria Josefina (* 1902) | Maria Josefina (* 1902)   | Maria Josefina (* 1902)   |                           |                           | Josef Jakob (* 1904)      | Josef Jakob (* 1904)      | Josef Jakob (* 1904)   | Josef Jakob (* 1904)   | Josef Jakob (* 1904)                           | Josef Jakob (* 1904)                           |                                                |                                                | Jakob Albert (1905–1906)                       | Jakob Albert (1905–1906)                       | Jakob Albert (1905–1906) | Jakob Albert (1905–1906) | Jakob Albert (1905–1906) | Jakob Albert (1905–1906) |  |  | Wilhelm Albert (1910–1985) | Wilhelm Albert (1910–1985) | Wilhelm Albert (1910–1985) | Wilhelm Albert (1910–1985) | Wilhelm Albert (1910–1985) | Wilhelm Albert (1910–1985) |

Der Grossvater, Ferdinand Wider, war Lehrer und im Nebenamt Gemeindeammann von Widnau. Die Grossmutter war Hausfrau und Mutter. Die Grosseltern mütterlicherseits waren die Sieber Schuhmachers, der Grossvater Stefan Sieber war Schuster.

## Galerie

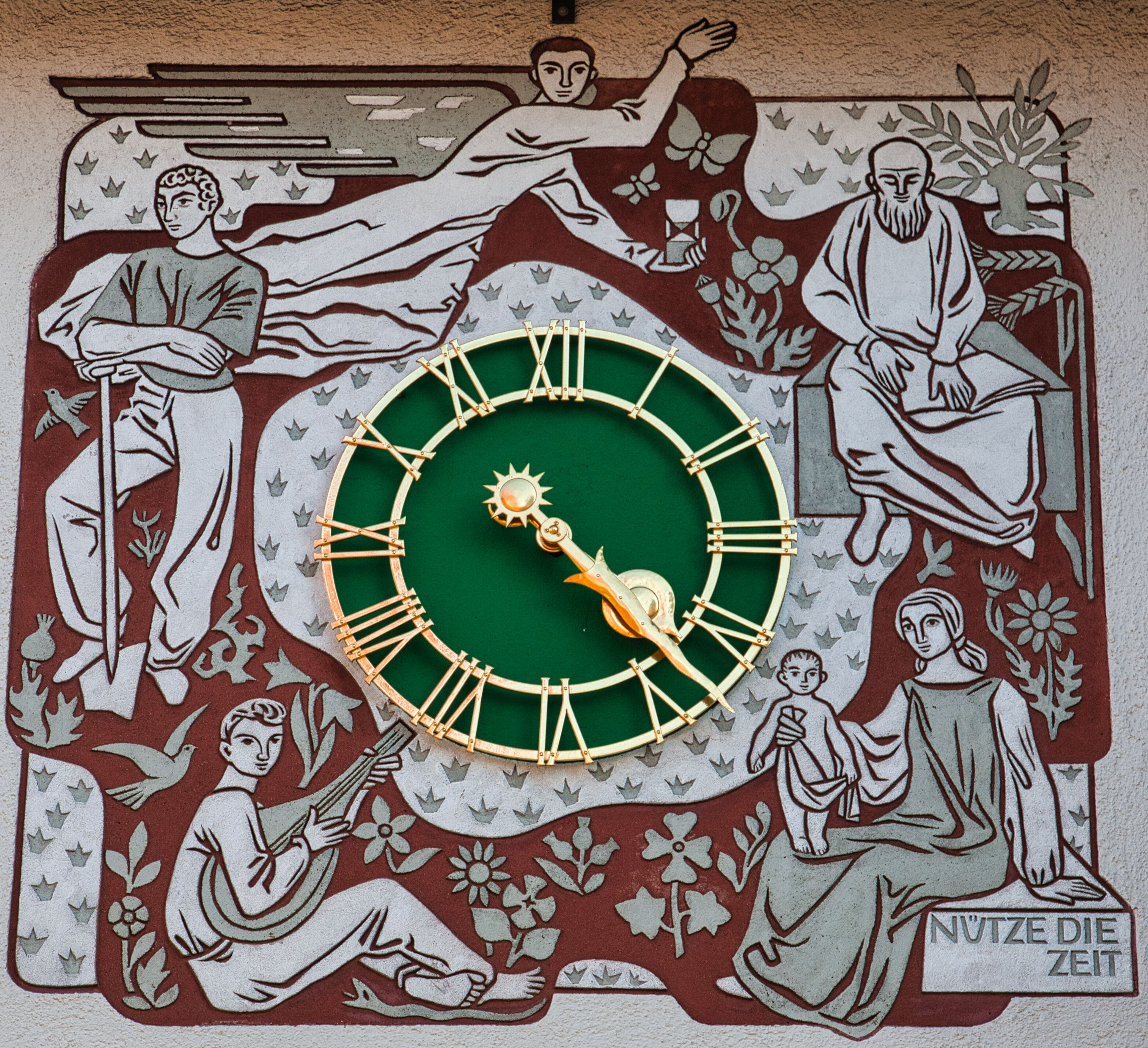
Nütze die Zeit, Sgraffito am alten Gemeindehaus Widnau
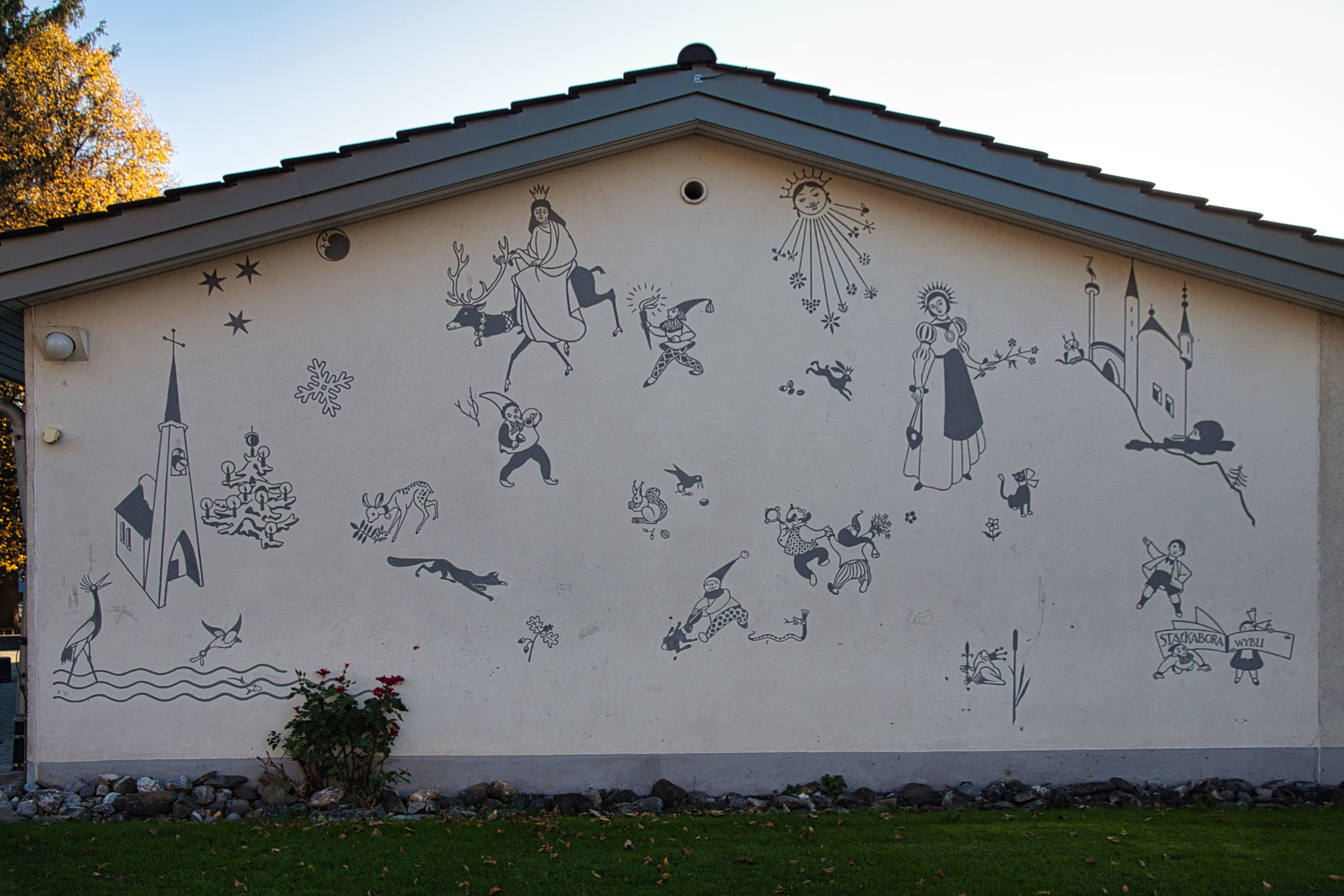
Stäckaborawybli, Sgraffito am Kindergarten in Widnau
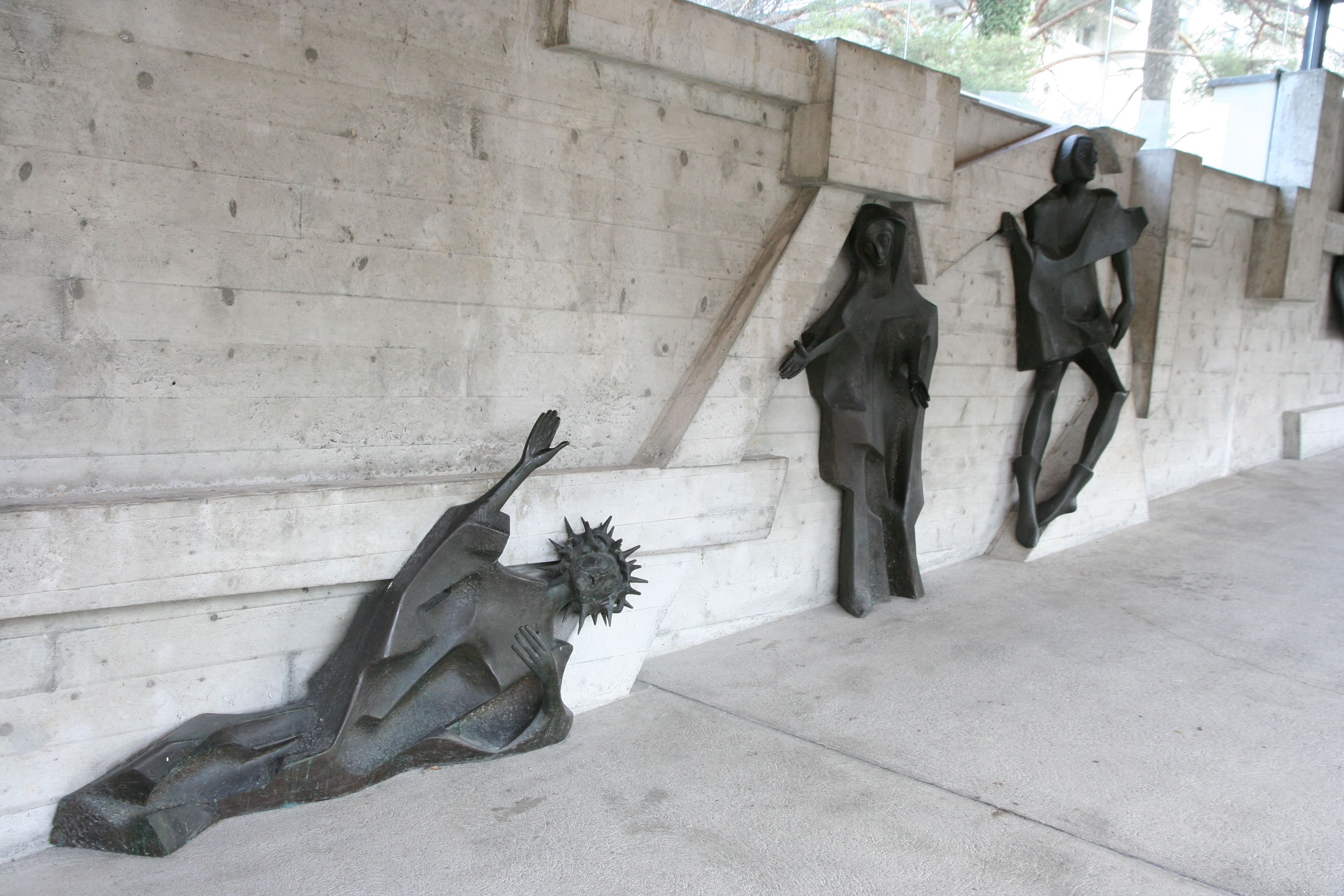
Detail des Kreuzwegs im Aussenbereich der Kirche Herz Jesu in Buchs SG
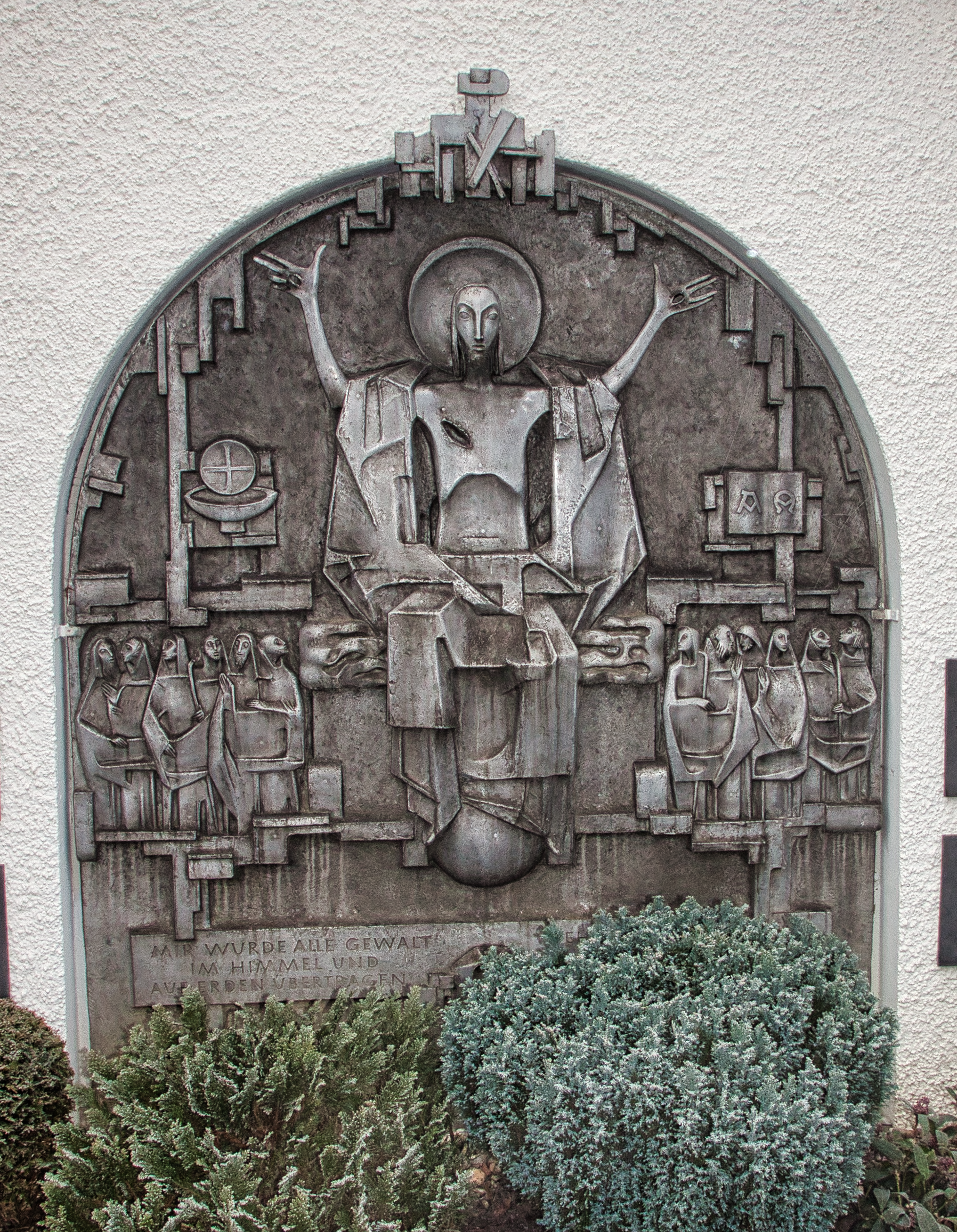
Missionsauftrag beim Priestergrab in Widnau
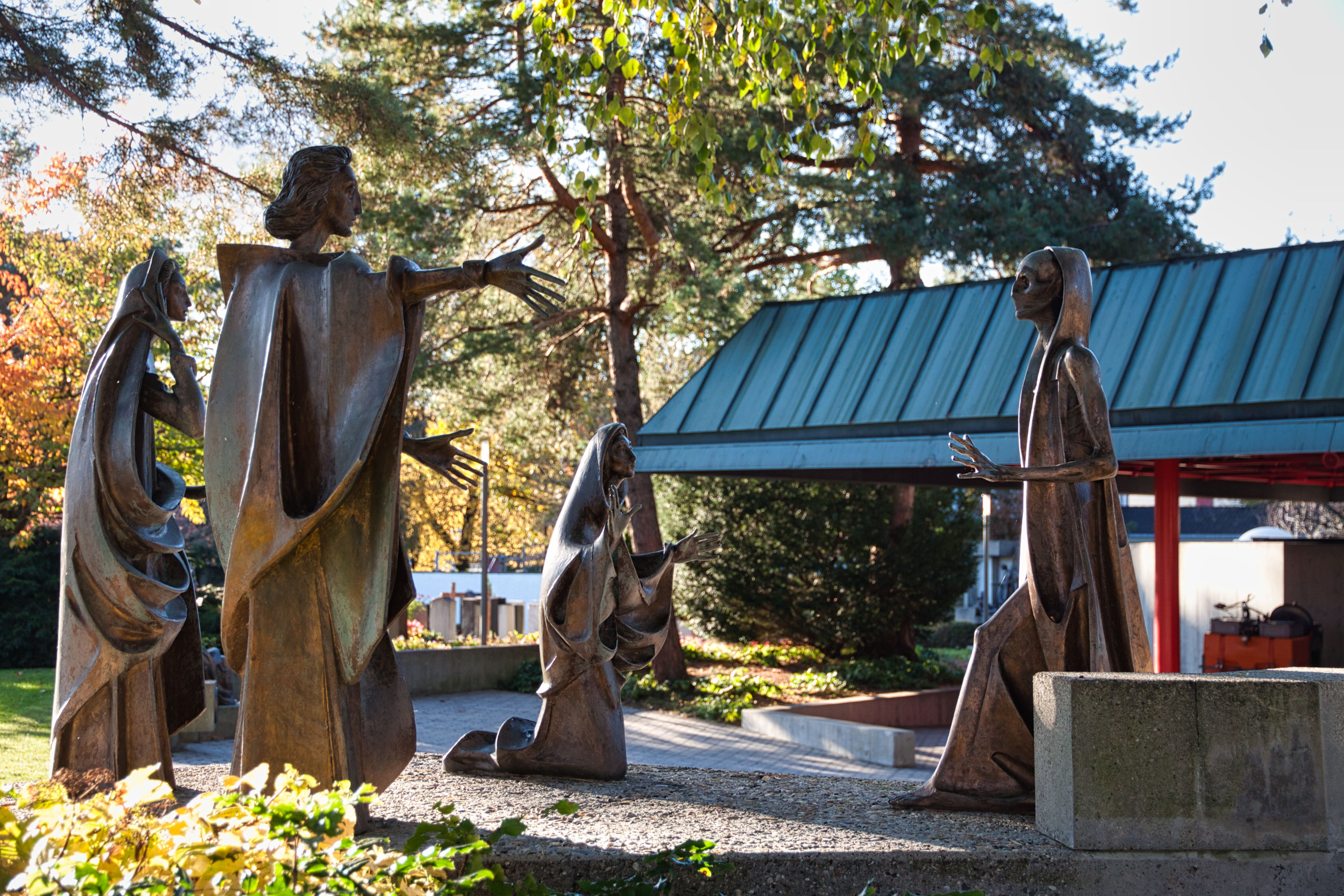
Auferweckung des Lazarus, Widnau
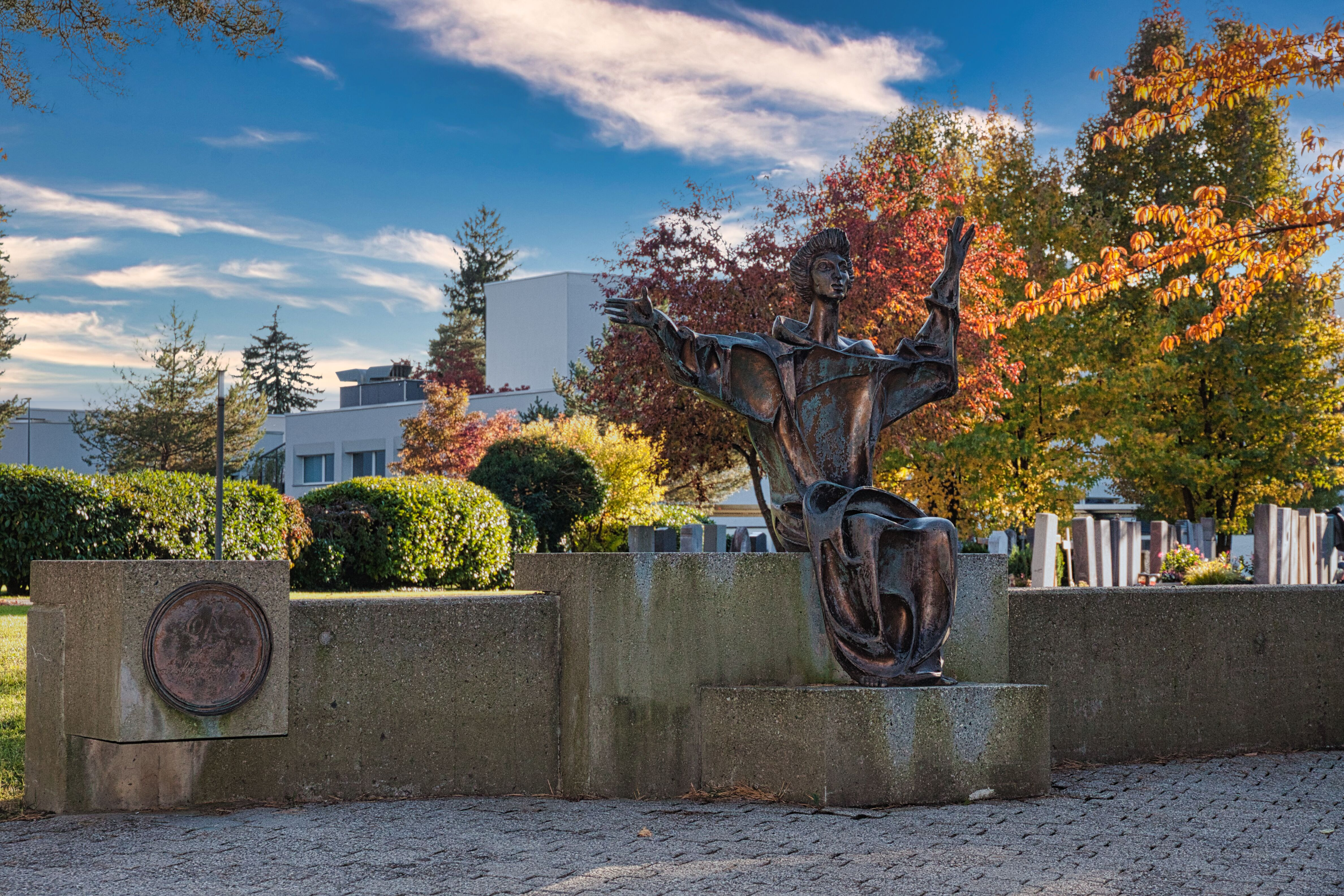
Engel am leeren Grab, Friedhof Widnau
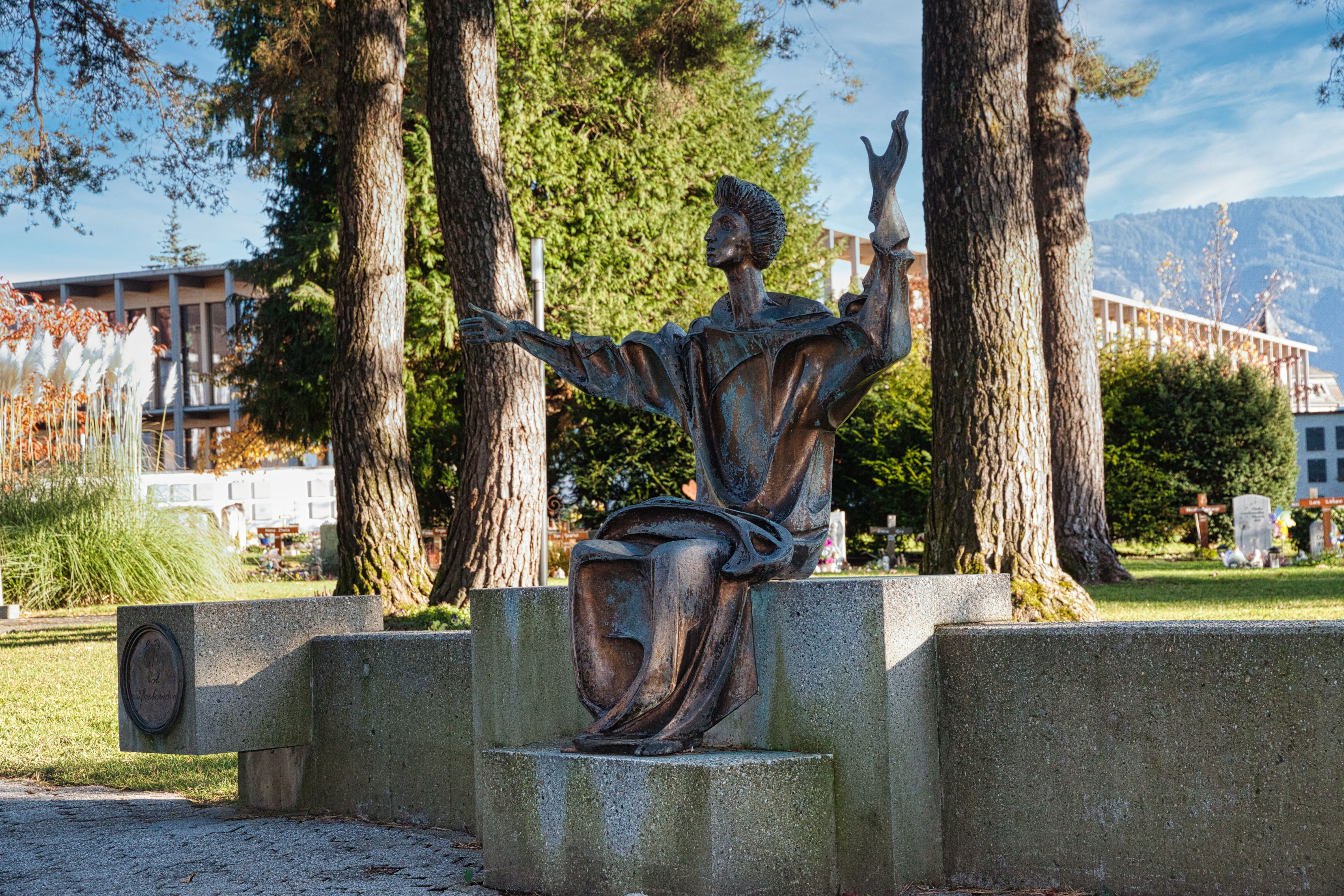
Engel am leeren Grab, Friedhof Widnau
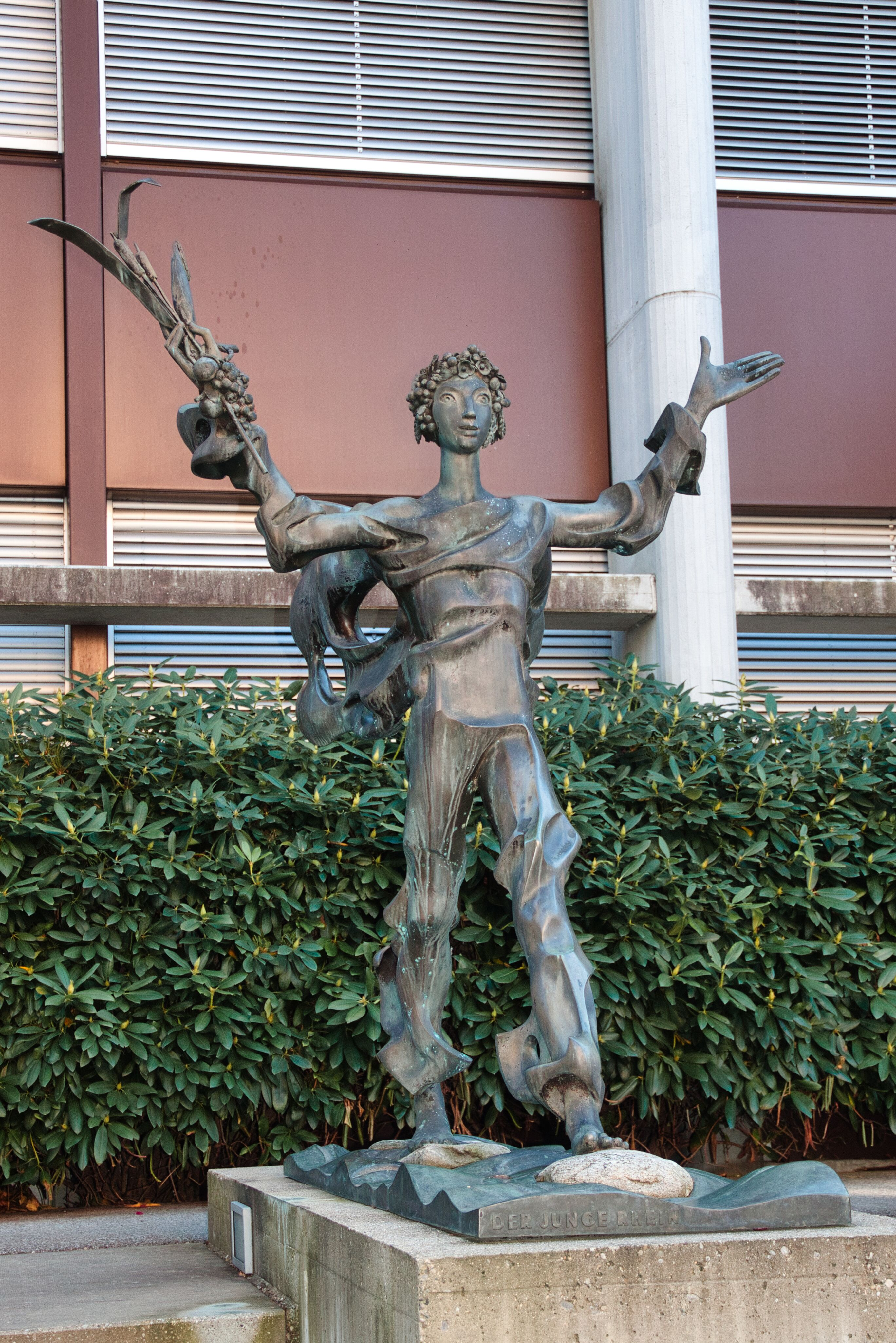
«Junger Rhein» in Widnau
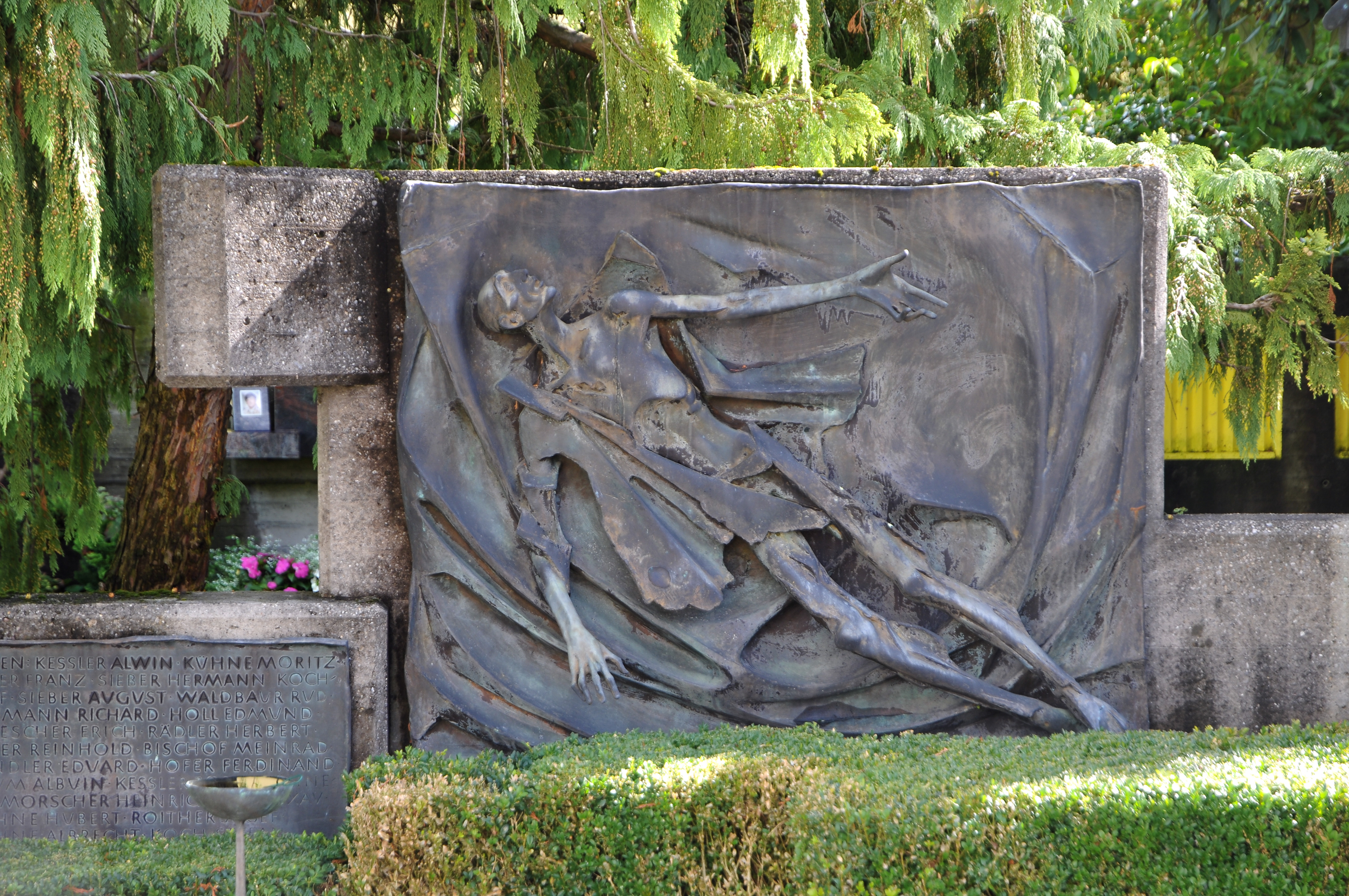
Kriegerdenkmal in Meiningen, Österreich
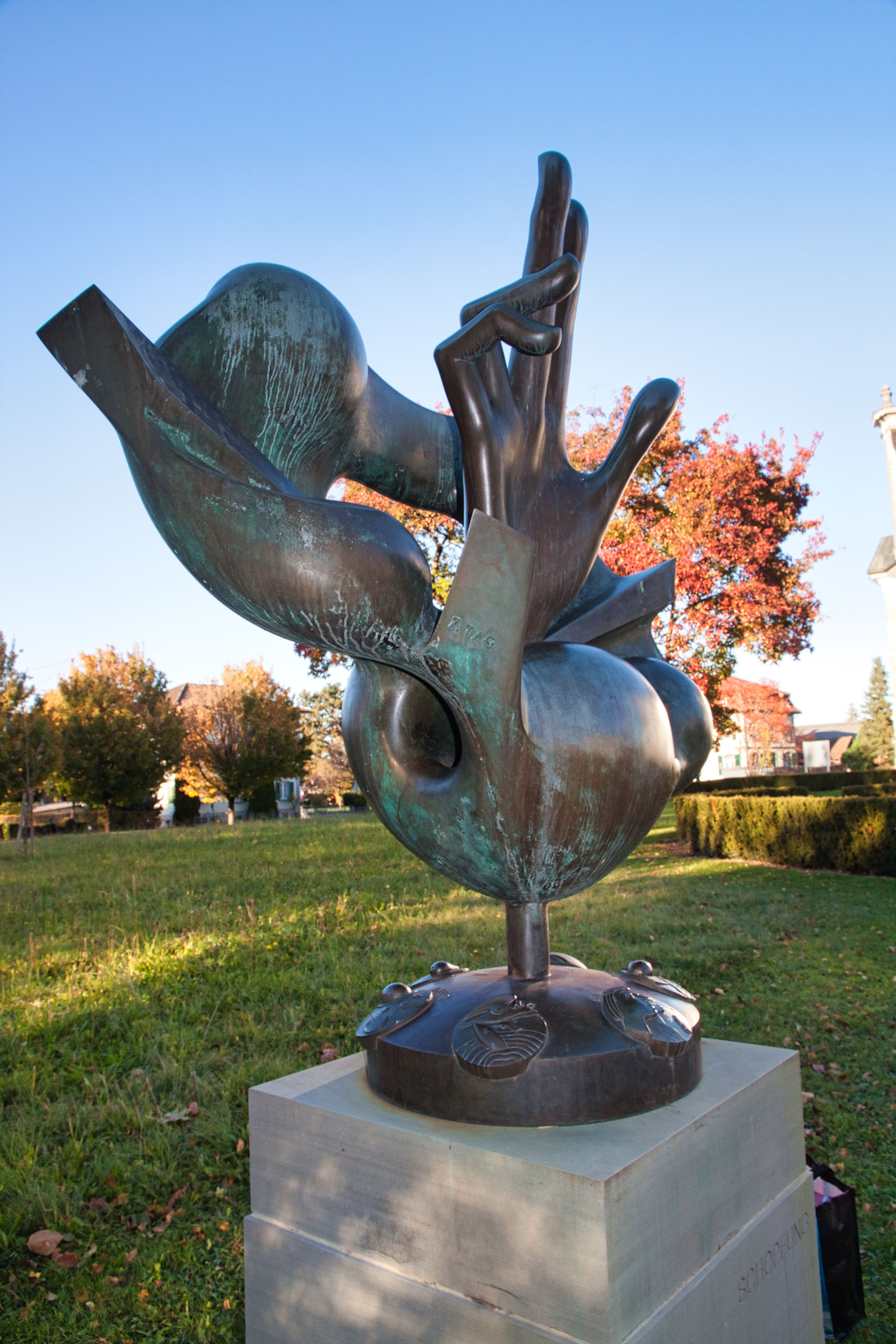
Schöpfung, in Widnau